# The Killing of the Imam
Pour plus de détails, voir Fiche technique et Distribution.
The Killing of the Imam est un film documentaire sud-africain réalisé par Khalid Shamis, sorti en 2010.

## Synopsis
En 1969, l’imam Abdullah Haron fut enfermé et tué en détention au Cap. Leader de communauté, très apprécié, il tentait de faire prendre conscience à ses congénères, peu actifs, de la détresse dans laquelle ils vivaient sous l’apartheid. Durant les années 1960, l’imam Haron est devenu plus actif et a commencé à voyager à l’étranger pour soulever des fonds destinés aux familles pauvres. Mélangeant animation, interviews et archives, ce court-métrage explore les dernières années de la vie de l’imam et sa mort. Le récit est dit par son petit-fils, le réalisateur, à travers les yeux d’un enfant.

## Fiche technique
- Titre : The Killing of the Imam
- Réalisation : Khalid Shamis
- Production : Tubafilms
- Scénario : Khalid Shamis
- Image : Khalid Shamis
- Montage : Khalid Shamis
- Son : Khalid Shamis
- Musique : Mark Roberts
- Genre : Film documentaire
- Durée : 10 minutes
- Dates de sortie :

## Récompenses et distinctions
- SAFTA 2011